# Kuhu põgenevad hinged
Kuhu põgenevad hinged (estnisch für Wohin die Seelen gehen) ist ein estnisches Drama. Die Hauptrollen übernahmen Lenna Kuurmaa, die 2002 mit der Girlgroup Vanilla Ninja bekannt wurde, und die estnische Schauspielerin Ragne Veensalu. Die Erstausstrahlung fand am 26. Oktober 2007 statt. Der Film basiert auf einer Buchreihe von Aidi Vallik, einem estnischen Novellisten.

## Handlung
Ann ist ein 15-jähriges Mädchen christlichen Glaubens, die im estnischen Tartu lebt und über die Scheidung ihrer Eltern noch nicht hinweg ist. Zwar versteht sie sich mit ihrem Stiefvater Ants, doch sie beginnt einen Hass auf ihren noch ungeborenen Bruder zu entwickeln, als sie sich benachteiligt fühlt. Sie stößt im Internet auf eine Satanisten-Seite, wo sie von einem Seth geleitet wird, ihrem Willen zufolge ein Fluch auf ihren ungeborenen Bruder zu legen. Sie glaubt nicht daran, dass dies funktionieren könnte und vergisst die Sache recht bald.
Zeitgleich bekommt Ann mit Maya (Lenna Kuurmaa) eine neue Klassenkameradin, die wegen ihres Gothic-Outfits zur Außenseiterin wird, sich jedoch dennoch als gebildet und schlagfertig erweist. Anns Bruder wird geboren, doch nach wenigen Tagen schwebt er wegen eines schweren Herzfehlers in Lebensgefahr. Ann flieht aus dem Unterricht und versucht, Seth darum zu bitten, den Fluch wieder aufzuheben, doch Seth antwortet nicht. Anns Mutter Dora und ihr Stiefvater Ants erfahren, dass nur eine schwere und teure Operation in Helsinki ihr Baby retten könnte. Diese Chance wollen Dora und Ants, die sich des Weiteren trennen wollen, ergreifen und fahren daraufhin von Tartu nach Helsinki. Ann, die sich selbst schwere Vorwürfe macht, bleibt allein in der Wohnung zurück. Ann versucht, sich mit Maya anzufreunden, um den Fluch wieder aufzuheben, doch als Maya erfährt, dass Ann nur deshalb zu ihr Kontakt aufgenommen hat, zeigt diese sich abweisend.
Nach einer Zeit freunden sich Ann und Maya doch noch an und Maya beschließt, die christliche Ann mit zum Satanisten-Treffpunkt zu nehmen, wo sich herausstellt, dass der Seth, mit dem Ann geschrieben hat, Mayas Freund ist, jedoch verschweigen diese es Maya. Nach einigem Zögern kommt es zu einem Ritual, wo Ann den Teufel Lucifer rufen und den Fluch wieder aufheben kann. Erst anschließend erfährt Maya, dass sich Ann und Seth bereits kennen und läuft enttäuscht davon. Jedoch lädt Ann Seth zu sich nach Hause ein und als die beiden am nächsten Morgen zu wiederholten Male Sex haben, betritt die ohnehin bereits verletzte Maya die Wohnung und erwischt ihren fremdgehenden Freund Seth inflagranti. Daraufhin rennt Maya weg und versucht, sich mit einem Motorrad-Unfall das Leben zu nehmen. Allerdings verletzt sie sich nur und bricht sich dabei unter anderem einen Arm.
Tage später kehren Dora und Ants zurück, Anns kleiner Bruder hat die Operation überstanden und wird überleben, zudem wollen die beiden ihrer Beziehung noch eine Chance geben. Als sich herumspricht, dass Ann Mayas Freund verführt hat, ist nicht nur Maya ihren Rebellinen-Ruf, sondern Ann ihren Ruf als unscheinbares Mauerblümchen los. Doch es zeigt sich, dass ihre Freundschaft bereits so stark ist, dass Ann und Maya weiterhin beste Freundinnen bleiben.

## Hintergrund
In Kuhu põgenevad hinged hat Lenna Kuurmaa ihre erste Hauptrolle. Kuurmaa sagte, dass sie „während des Drehs keine Zeit hatte, Fernsehen zu schauen oder Nachrichten zu verfolgen. Sie verlor völlig den Kontakt zur Realität.“ Die Autoren Peeter Sauter, Reiner Sarnet und Aidi Vallik verwandten Figuren aus Valiks Büchern „Kuidas elad, Ann?“ (Wie lebst Du, Ann?, 2001) und „Mis teha, Ann?“ (Was tun, Ann?, 2002). Die Handlung des Films wurde von Valik 2007 unter dem Titel „Mis sinuga juhtus, Ann?“ (Was ist mit dir passiert, Ann?) veröffentlicht.
Ebenfalls im Film vertreten ist Freddy Grenzmann von der estnischen Punkband Psychoterror, der die Rolle als Serku einnimmt.
Der Film ist eine der teuersten Produktionen Estlands; er hatte ein Budget von 14 Millionen estnische Kronen. Dabei übernahm die Stadt Tallinn eine Summe von 28.100 estnische Krone. In Tallinn wurde über einen Monat gedreht.
Der Titelsong des Filmes ist Saatus naerdes homse toob, von Lenna Kuurmaa interpretiert. Jedoch war er nicht auf ihrem Debütalbum Lenna zu hören. Geschrieben wurde das Lied von Lenna Kuurmaa und Martin Kuut. Deutsche Fans von Lenna Kuurmaa konnten sich den Film zunächst nur Im Internet ansehen, da er nur in Estland ausgestrahlt wurde. 2008 wurde er auf DVD veröffentlicht.